# Lobotos lobatus
Lobotos lobatus là một loài chim trong họ Campephagidae.